# West Japan Railway Company
La West Japan Railway Company est une des principales entreprises japonaises centrée sur le transport ferroviaire de passagers.
Désignée plus souvent sous le nom de JR-West, elle exploite un réseau de voies ferrées couvrant la partie Ouest de l'île de Honshū incluant les agglomérations d'Osaka, Hiroshima, Kyoto et Kobe.

## Historique

### Fondation

Carte de la couverture de la JR-West (en bleu foncé)

L'entreprise ferroviaire publique japonaise Japanese National Railways a officiellement cessé d'exister le 31 mars 1987, et a été scindée en six entreprises spécialisées dans le transport de passagers couvrant chacune une zone différente ainsi qu'une entreprise spécialisée dans le transport de fret couvrant tout le territoire japonais.
Bien que n'étant plus officiellement une entreprise publique, JR-West était à ce moment la propriété de l'entreprise Japanese National Railways Settlement Corporation (appelée aussi JNR Settlement Corporation ou tout simplement JNRSC), entreprise publique chargée de rembourser les dettes acquises par l'entreprise publique Japanese National Railways.

### Privatisation
La JNRSC, qui détenant alors l'intégralité du capital de la JR-West, a procédé à une première ouverture du capital de cette dernière en octobre 1996, avec la mise en vente de 1 366 000 actions sur les principales places boursières japonaises, représentant à l'époque 488 Md de yens.
Le reste du capital détenu par la JNRSC (devenue entretemps JNR Settlement Headquarters), soit 634 000 actions représentant alors 261 Md de yens, a été ouvert le 12 mars 2004, marquant la fin du processus de privatisation de JR-West.
L'entreprise JR-West est classée dans l'index TOPIX 100, et se trouve sous l'index 9021 sur les places boursières d'Osaka, Tokyo, Nagoya, Kyoto, Hiroshima et Fukuoka.

### Chronologie

#### 1987 - 1999
- 1987

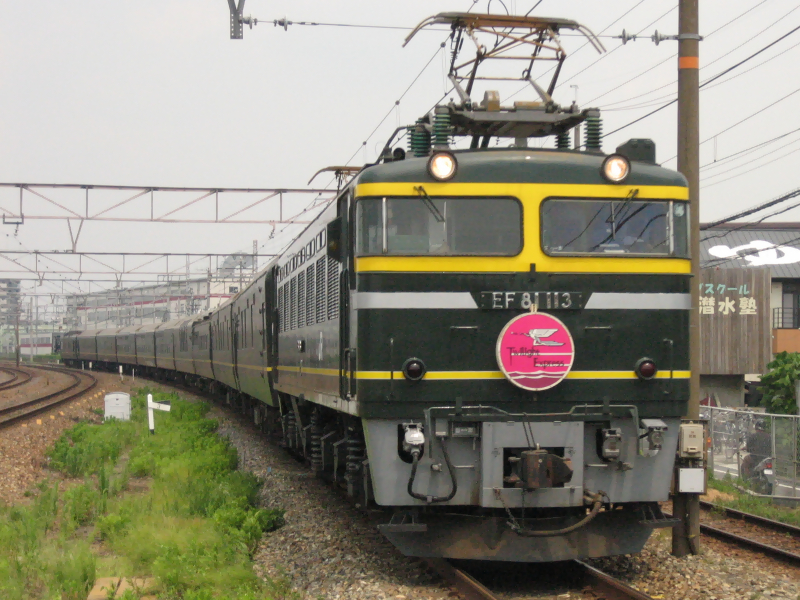
Train effectuant le service de nuit Twilight Express entre les villes d'Osaka et Sapporo

  - 31 mars 1987 - Dernier jour d'activité de la JNR avant son découpage.
  - 1er avril 1987 - Création de la JR-West à partir des avoirs de la JNR dans la région ouest de Honshū.
  - 1er avril 1987 - Début de l'activité commerciale.
  - 13 juillet 1987 - Revente de la ligne Shigaraki à l'entreprise Shigaraki Kohgen Railway.
  - 25 juillet 1987 - Revente de la ligne Gannichi à l'entreprise Nishikigawa Tetudou.
  - 14 octobre 1987 - Revente de la ligne Wakasa à l'entreprise Wakasa Railway.
- 1988
  - 25 mars 1988 - Revente d'une partie de la ligne Noto à l'entreprise NotoTetudou Corporation.
  - 1er avril 1988 - Création des filiales West JR Bus Company et Chugoku JR Bus Company.
  - 10 avril 1988 - Début du service sur la ligne Seto-Ōhashi.
- 1990
  - 1er avril 1990
    - Fin du service sur les lignes Taisha et Kajiya.
    - Revente de la ligne Miyazu à l'entreprise Kyoto Tango Railway.
    - Début du service Shinkansen sur la ligne Hakata-Minami.
- 1991
  - 27 avril 1991 - Création de la filiale Sagano Scenic Railway.
  - 14 mai 1991 - Accident ferroviaire de Shigaraki (42 personnes décédées).
  - 1er octobre 1991 - Achat de la ligne Shinkansen Sanyō à l'entreprise Shinkansen Holding Corporation[1]
- 15 juin 1994 - Début du service sur la ligne Kansai-Airport.
- 1995
  - 17 janvier 1995 - Tremblement de terre de Kōbe.
  - 1er avril 1995 - Reprise du service sur la ligne JR Kobe.
  - 8 avril 1995 - Reprise du service sur la ligne Shinkansen Sanyō.
- 8 octobre 1996 - Première ouverture du captial.
- 8 avril 1997 - Début du service sur la ligne JR Tōzai.

#### 2000 - 2009
- 1er mars 2001 - Début du service sur la ligne JR Tōzai.
- 6 novembre 2002 - Accident à Amagasaki, un express percute une équipe de secouristes : une personne décédée et une gravement blessée.
- 1er novembre 2003 - Mise en service du système de billettique ICOCA.
- 12 mars 2004 - Privatisation complète.
- 25 avril 2005 - Accident ferroviaire d'Amagasaki avec 107 personnes décédées et 555 blessées.
- 2006
  - 24 janvier 2006 - Accident sur la ligne Hakubi, une équipe de maintenance est percutée par un train : 3 personnes décédées et 2 gravement blessées.
  - 1er mars 2006 - Fin du service sur la ligne Toyamakō (ligne reprise puis transformée en tramway par l'entreprise Toyama Light Rail).
- 15 mars 2008 - Début du service sur la ligne Osaka Higashi.
- 1er avril 2009 - Création de la filiale JR-West Miyajima Ferry Company

## Étymologie

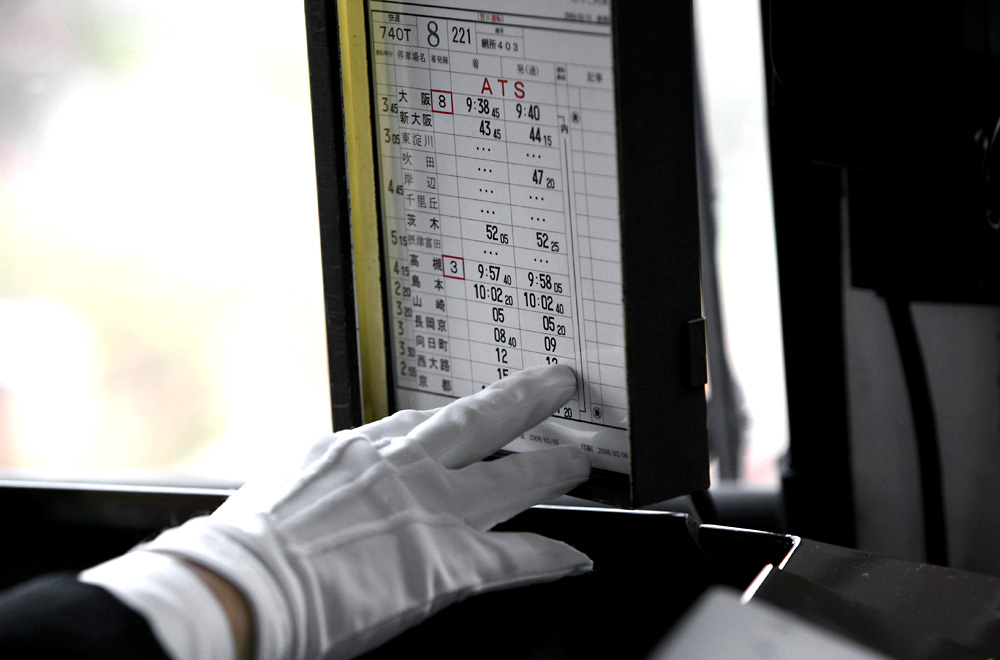
Plan de marche d'un train au départ d'Osaka en service de type Rapid Service sur la ligne JR Kyoto

Le nom West Japan Railway Company est la traduction simplifiée en langue anglaise (en langue française : Compagnie de chemin de fer de l'Ouest du Japon) du nom japonais de l'entreprise. Ce dernier s'écrivant :
- en kanjis : 西日本旅客鉄道株式会社[6],
- en hiraganas : にしにほんりょかくてつどうかぶしきかいしゃ,
- en rōmajis (transcription Hepburn) : nishi-nihon ryokaku tetsudō kabushikikaisha.

Le nom contracté JR-West (en langue française : JR-Ouest)  s'écrivant en japonais :
- en kanjis : JR-西日本[6],
- en hiraganas : JR-にしにほん,
- en rōmajis (transcription Hepburn) : JR nishi-nihon.

Les lettres JR sont prononcées en japonais de la même façon qu'elles seraient prononcées en anglais.

## En chiffres

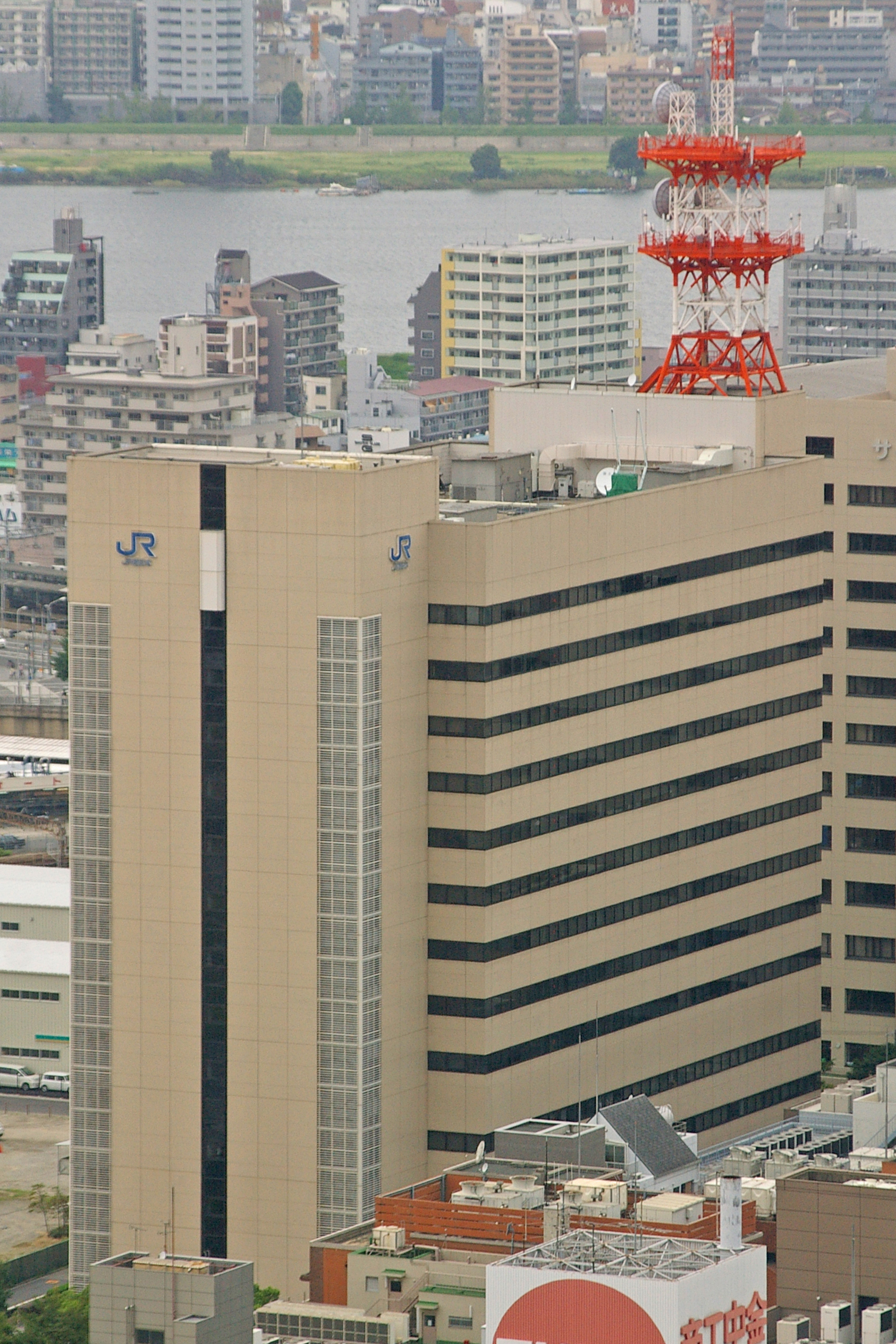
Siège social de la JR-West dans le quartier d'Umeda d'Osaka

### Réseau ferroviaire
Le réseau de la JR-West s'étendait en 2008 sur 5 024 km :
- 4 371 km de ligne conventionnelle à écartement de 1 067 mm,
  - dont 2 753 km électrifiés,
  - et 1 575 km à voies doubles ou multiples.
- 652 km de ligne Shinkansen de type LGV à écartement de 1 435 mm.

Ces lignes desservent un total de 1 221 gares.

### Passagers transportés
JR-West a transporté en 2008 un total de 1 818 millions de passagers dont 63 millions sur le Shinkansen Sanyō.

### Répartition du chiffre d'affaires
Le chiffre d'affaires de l'année fiscale 2008 a été réparti entre six principaux secteurs :
| Secteur / service           | CA         | %    |
| --------------------------- | ---------- | ---- |
| Ferroviaire / Shinkansen    | ￥343,5 Md | 29 % |
| Ferroviaire / Réseau urbain | ￥303,3 Md | 27 % |
| Ferroviaire / Autres lignes | ￥134,4 Md | 10 % |
| Commerce                    | ￥212,8 Md | 16 % |
| Biens immobiliers           | ￥76,7 Md  | 6 %  |
| Divers                      | ￥139,3 Md | 11 % |

## Réseau ferroviaire

### Shinkansen

#### Ligne Shinkansen Sanyō

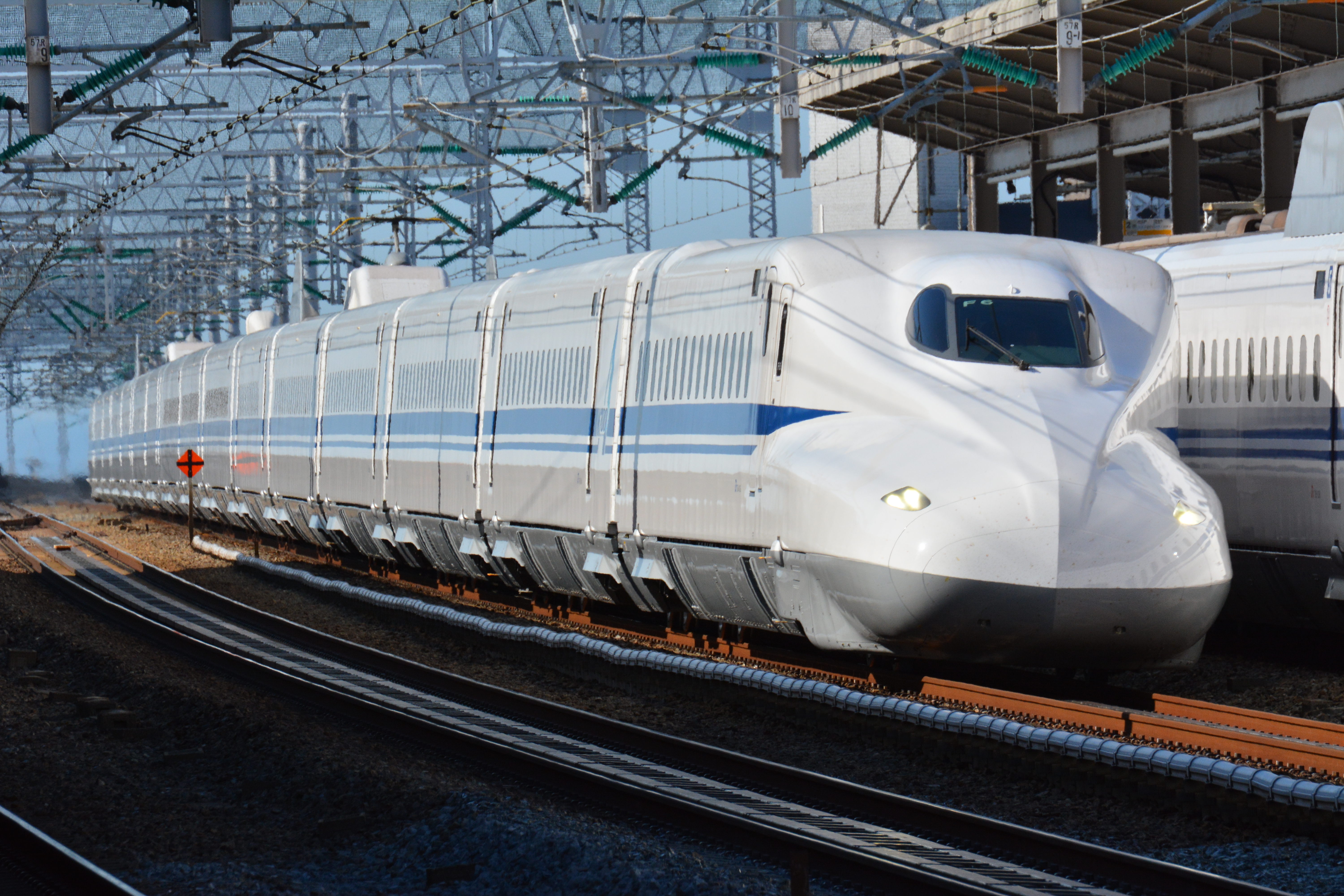
Shinkansen série N700A sur la ligne Shinkansen Sanyō.

Propriété de la JR-West depuis 1987, la ligne Shinkansen Sanyō est une ligne à grande vitesse qui assure une liaison rapide entre les principales villes de l'ouest de l'île de Honshū et l'île de Kyūshū, dont Osaka, Kobe, Himeji, Hiroshima et Fukuoka.
Longue de 644 km et parcourue chaque jour par 294 trains, elle est empruntée annuellement par 63 millions de passagers. Cette ligne génère à elle seule près de la moitié des revenus de l'activité ferroviaire de l'entreprise.
Les services Nozomi correspondants relient les gares de Shin-Osaka et Hiroshima en 1h30, celles de Hakata et Shin-Osaka en 2h30, celles de Tokyo et Hakata en 5h.

#### Ligne Shinkansen Hokuriku
Depuis le 14 mars 2015, la JR West exploite la ligne Shinkansen Hokuriku entre les gares de Kanazawa et Jōetsumyōkō, conjointement avec la JR East. La ligne, qui a été prolongée à Tsuruga le 16 mars 2024, doit relier finalement Osaka en 2046.

### Services Limited Express

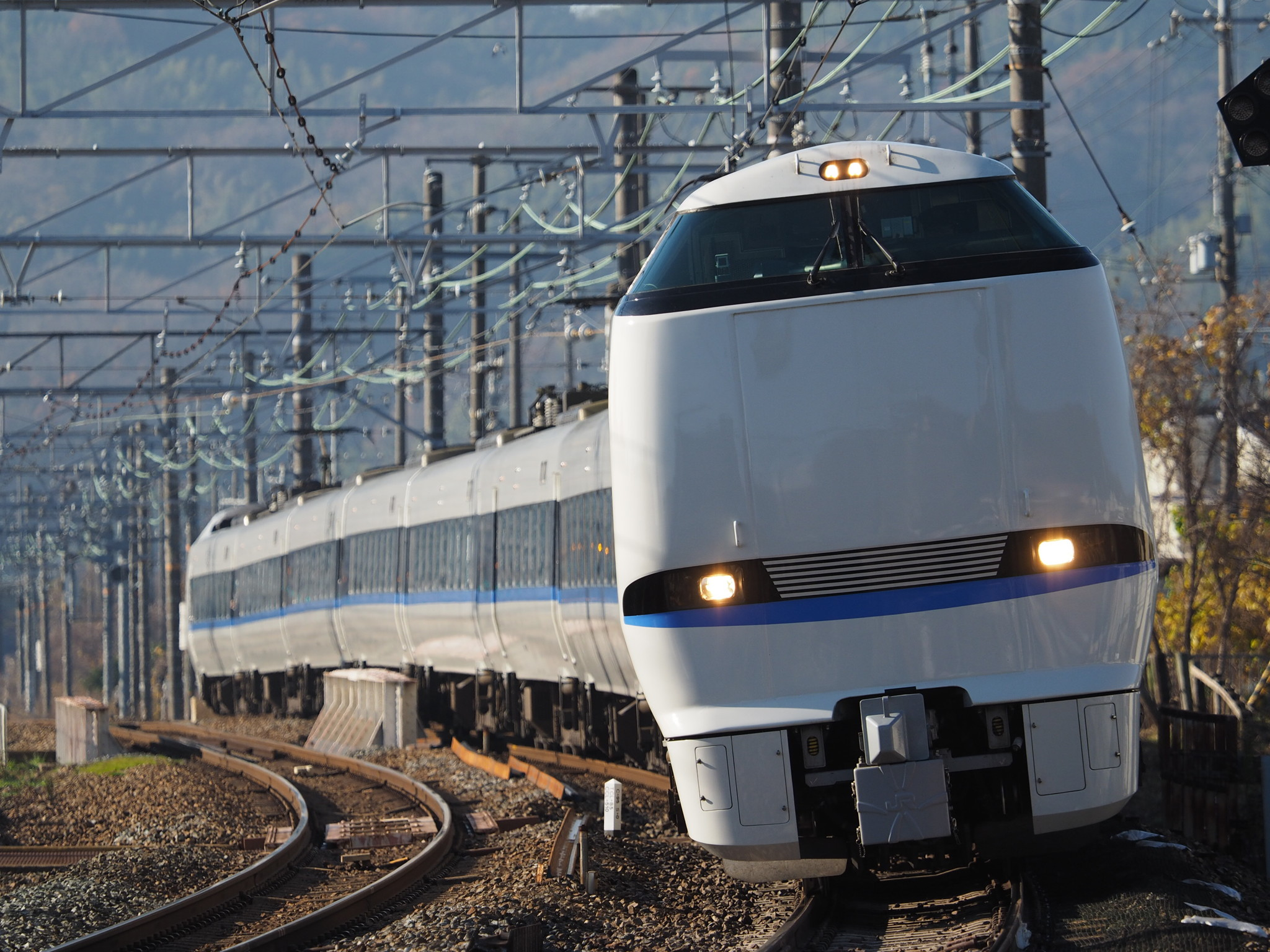
Automotrice JR-West série 683 effectuant un service Thunderbird.

La JR-West offre de nombreuses dessertes express dites Limited Express, circulant sur un réseau de grandes lignes reliant les principales villes de l'ouest de Honshū.
L'arrivée du Shinkansen a permis de réduire de manière significative le temps de parcours de nombreuses dessertes, causant la suppression de nombreux services Limited Express.
Le développement du réseau autoroutier a donné naissance à de nombreux services de bus longue distance, concurrençant d'autant plus l'offre Limited Express.

### Réseaux urbains

#### Urban Network

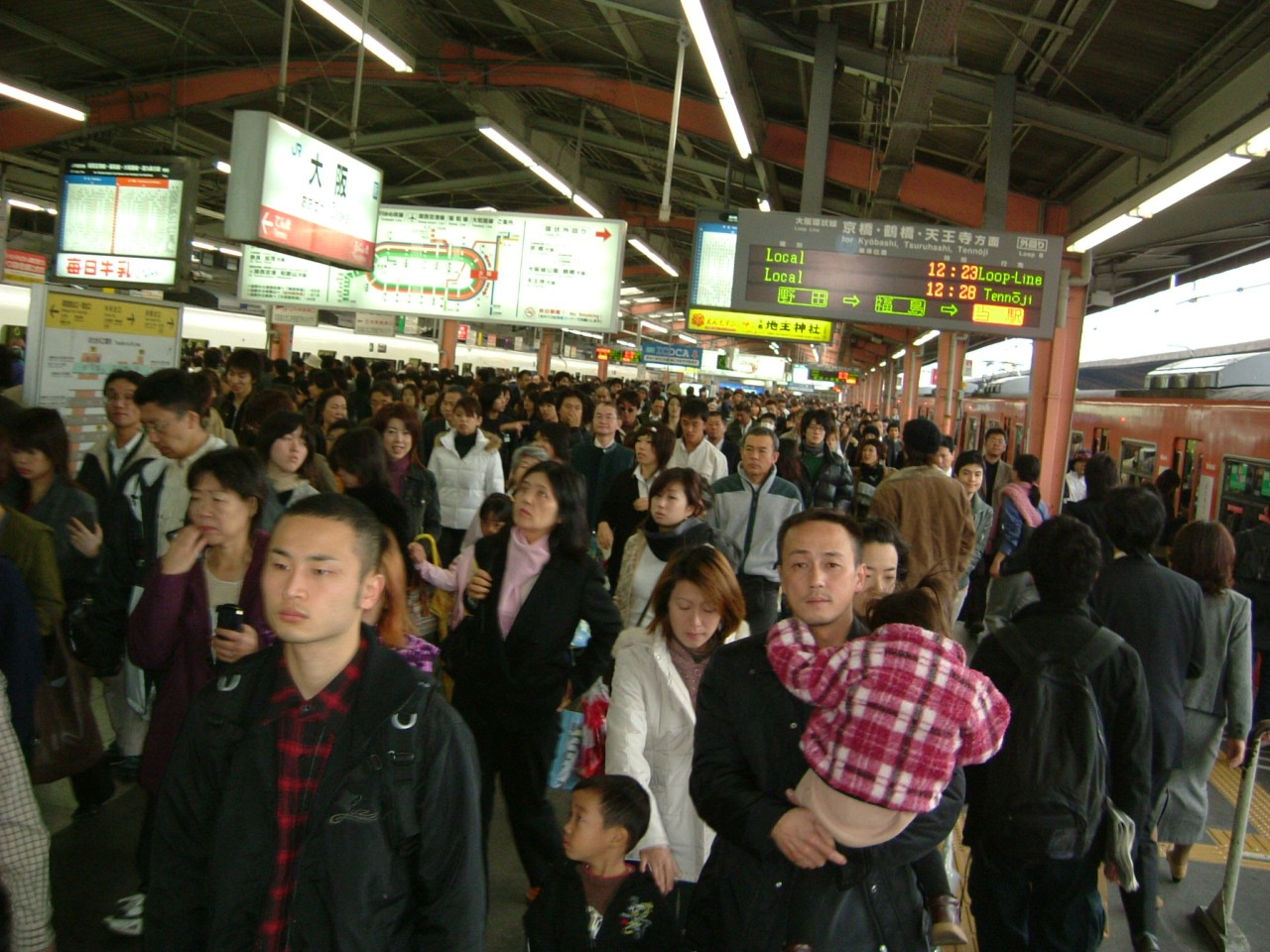
Un des quais de la gare d'Osaka

Officiellement, le terme Urban Network (littéralement réseau urbain) est utilisé pour désigner les infrastructures comprises dans l'agglomération des villes d'Osaka, Kyoto et Kobe et s'étendant jusqu'aux villes de Himeji et Wakayama. Toutefois dans la pratique, Jr-West utilise le terme Kinki Area (近畿エリア, Kinki eria) (littéralement Région du Kinki).
Ce réseau, composé de 14 lignes, s'étend sur 954,3 km et génère près de 40 % des revenus ferroviaires. Depuis 2003, toutes les gares de ce réseau sont équipées du système de billettique ICOCA.

##### Services de desserte

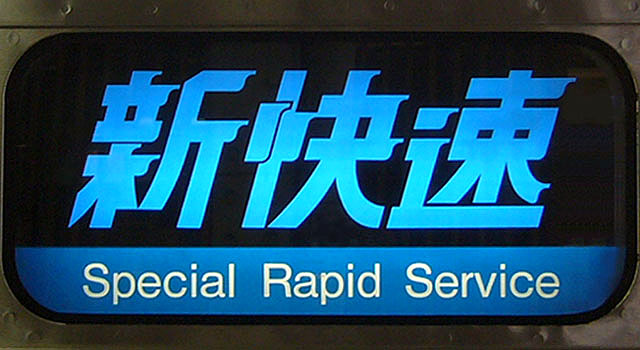
Indicateur rotatif positionné sur Special Rapid Service

Afin de permettre un transit de passagers efficace, de nombreuses du réseau Urban Network offrent différents services de desserte.
- Service Local : toutes les gares du trajet sont desservies, à la manière d'un omnibus (en japonais : 普通 ; ふつう ; futsū) .
- Service Rapid Service : la marche du train n'est plus interrompue systématiquement à chaque gare (en japonais : 快速 ; かいそく ; kaisoku).
- Service Special Rapid Service : train spécial rapide marquant très peu d'arrêts. Cette desserte n'est présente que sur la ligne entre Kamigōri / Banshū-Akō et Tsuruga (en japonais : 新快速 ; しんかいそく ; shin-kaisoku).

La région d'Osaka étant desservie par de nombreuses lignes ferroviaires privées, la stratégie de la JR-West face à la concurrence consiste à proposer des dessertes plus rapides mais à des prix plus élevés.

#### Hiroshima City Network
Le Hiroshima City Network désigne le réseau métropolitain ferroviaire de la région d'Hiroshima. Il se compose de 5 lignes.

### Lignes régionales

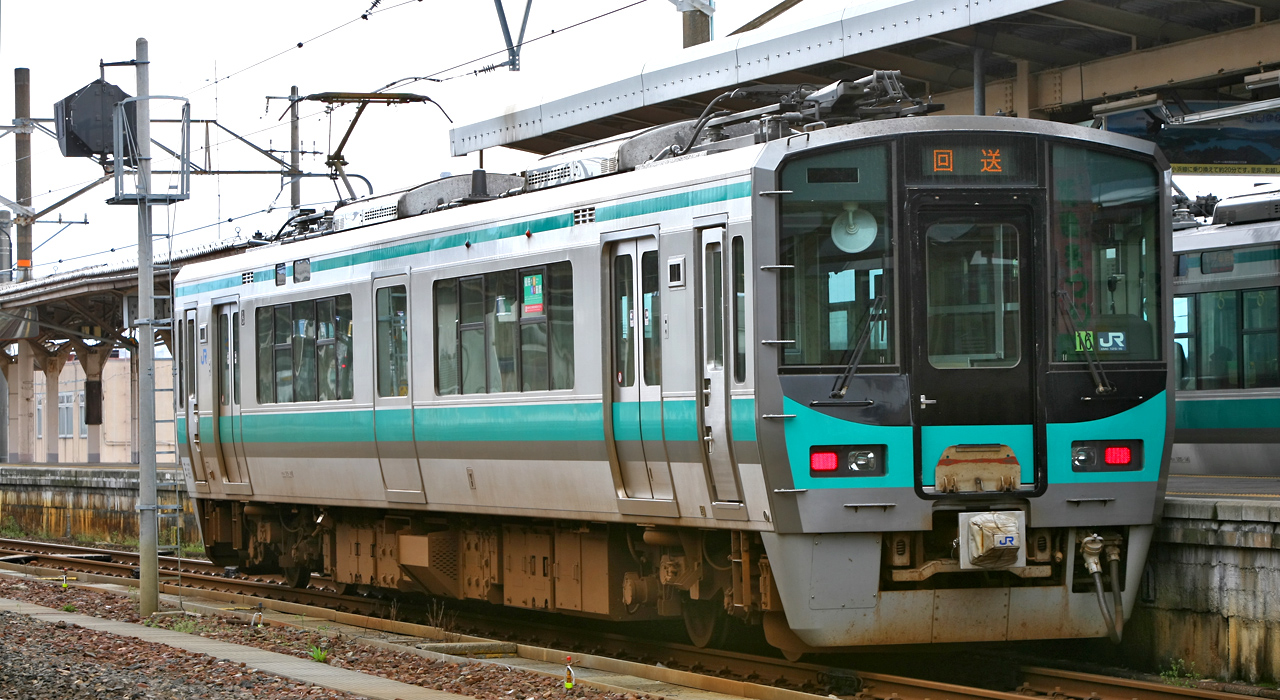
Automotrice série 125 dédiée aux lignes régionales électrifiées.

Un nombre important d'autres lignes, représentant la moitié du kilométrage total, relient les petites villes et les zones rurales de l'Ouest du Japon.

### Liste des lignes
| Ligne                         | Nom japonais | Terminus                      | Longueur (km) | Gares | Symbole(s)  | Autre(s) nom(s)                                                                                    |
| ----------------------------- | ------------ | ----------------------------- | ------------- | ----- | ----------- | -------------------------------------------------------------------------------------------------- |
| Ligne de l'aéroport du Kansai | 関西空港線   | Hineno - Aéroport du Kansai   | 11,1          | 3     | S           | |
| Ligne Akō                     | 赤穂線       | Aioi - Higashi-Okayama        | 57,4          | 20    | A N         | |
| Ligne Bantan                  | 播但線       | Himeji - Wadayama             | 65,7          | 18    | J           | |
| Ligne Etsumi-Hoku             | 越美北線     | Echizen-Hanandō - Kuzuryūko   | 52,5          | 22    |             | Ligne Kuzuryū                                                                                      |
| Ligne Fukuchiyama             | 福知山線     | Amagasaki - Fukuchiyama       | 106,5         | 30    | G           | Ligne JR Takarazuka (d'Amagasaki à Sasayamaguchi)                                                  |
| Ligne Fukuen                  | 福塩線       | Fukuyama - Shiomachi          | 78,0          | 27    | Z           | |
| Ligne Gantoku                 | 岩徳線       | Iwakuni - Kushigahama         | 43,7          | 15    |             | |
| Ligne Geibi                   | 芸備線       | Bitchū-Kōjiro - Hiroshima     | 159,1         | 44    | P           | |
| Ligne Hakata-Minami           | 博多南線     | Hakata - Hakata-Minami        | 8,5           | 2     |             | |
| Ligne Hakubi                  | 伯備線       | Kurashiki - Hōki-Daisen       | 138,4         | 28    | V           | |
| Ligne Hanwa                   | 阪和線       | Tennōji - Wakayama            | 63,0          | 36    | R           | |
| Ligne Himi                    | 氷見線       | Takaoka - Himi                | 16,5          | 8     |             | |
| Ligne principale Hokuriku     | 北陸本線     | Maibara - Tsuruga             | 45,9          | 12    | A B         | Ligne Biwako (de Nagahama à Maibara)                                                               |
| Ligne Honshi-Bisan            | 本四備讃線   | Chayamachi - Utazu            | 31,0          | 6     | M           | |
| Ligne Inbi                    | 因美線       | Tottori - Higashi-Tsuyama     | 70,8          | 19    | B           | |
| Ligne Jōhana                  | 城端線       | Takaoka - Jōhana              | 29,9          | 14    |             | |
| Ligne JR Tōzai                | JR東西線     | Kyōbashi - Amagasaki          | 12,5          | 9     | H           | |
| Ligne Kabe                    | 可部線       | Yokogawa - Aki-Kameyama       | 15,6          | 14    | B           | |
| Ligne Kakogawa                | 加古川線     | Kakogawa - Tanikawa           | 48,5          | 21    | I           | |
| Ligne principale Kansai       | 関西本線     | Kameyama - JR Namba           | 119,7         | 34    | Q V         | Ligne Yamatoji (de Kamo à JR Namba)                                                                |
| Ligne Katamachi               | 片町線       | Kizu - Kyōbashi               | 44,8          | 24    | H           | Ligne Gakkentoshi                                                                                  |
| Ligne Kibi                    | 吉備線       | Okayama - Sōja                | 20,4          | 10    | U           | Ligne Momotaro                                                                                     |
| Ligne principale Kisei        | 紀勢本線     | Shingū - Wakayamashi          | 204,0         | 56    | W           | Ligne Kinokuni (de Shingū à Wakayama)                                                              |
| Ligne Kishin                  | 姫新線       | Himeji - Niimi                | 158,1         | 36    | K           | |
| Ligne Kisuki                  | 木次線       | Shinji - Bingo-Ochiai         | 81,9          | 18    | E           | |
| Ligne Kosei                   | 湖西線       | Yamashina - Ōmi-Shiotsu       | 74,1          | 21    | B           | |
| Ligne Kure                    | 呉線         | Mihara - Kaitaichi            | 87,0          | 28    | Y           | |
| Ligne Kusatsu                 | 草津線       | Tsuge - Kusatsu               | 36,7          | 11    | C           | |
| Ligne Maizuru                 | 舞鶴線       | Ayabe - Higashi-Maizuru       | 26,4          | 6     | L           | |
| Ligne Mine                    | 美祢線       | Asa - Nagatoshi               | 46,0          | 12    |             | |
| Ligne Nanao                   | 七尾線       | Tsubata - Wakuraonsen         | 59,5          | 20    |             | |
| Ligne Nara                    | 奈良線       | Kyoto - Kizu                  | 34,7          | 19    | D           | |
| Ligne Obama                   | 小浜線       | Tsuruga - Higashi-Maizuru     | 84,3          | 24    |             | |
| Ligne Ōito                    | 大糸線       | Minami-Otari - Itoigawa       | 35,3          | 9     |             | |
| Ligne Onoda                   | 小野田線     | Inō - Onoda - Nagato-Motoyama | 13,9          | 11    |             | |
| Ligne circulaire d'Osaka      | 大阪環状線   | Osaka - Osaka                 | 21,7          | 19    | O           | |
| Ligne Osaka Higashi           | おおさか東線 | Shin-Osaka - Kyūhōji          | 20,2          | 14    | F           | |
| Ligne Sakai                   | 境線         | Yonago - Sakaiminato          | 17,9          | 16    | C           | |
| Ligne Sakurai                 | 桜井線       | Nara - Takada                 | 29,4          | 14    | U           | Ligne Man-yō Mahoroba                                                                              |
| Ligne Sakurajima              | 桜島線       | Nishikujō - Sakurajima        | 4,1           | 4     | P           | Ligne JR Yumesaki                                                                                  |
| Ligne principale San'in       | 山陰本線     | Kyoto - Hatabu                | 676,0         | 161   | A D E       | Ligne Sagano (de Kyoto à Sonobe)                                                                   |
| Ligne principale Sanyō        | 山陽本線     | Kobe - Shimonoseki            | 534,4         | 130   | A G S R W X | Ligne JR Kobe (de Kobe à Himeji)                                                                   |
| Ligne principale Takayama     | 高山本線     | Inotani - Toyama              | 36,6          | 10    |             | |
| Ligne principale Tōkaidō      | 東海道本線   | Maibara - Kobe                | 181,3         | 52    | A           | Ligne Biwako (de Maibara à Kyoto) Ligne JR Kyoto (de Kyoto à Osaka) Ligne JR Kobe (d'Osaka à Kobe) |
| Ligne Tsuyama                 | 津山線       | Okayama - Tsuyama             | 58,7          | 17    | T           | |
| Ligne Ube                     | 宇部線       | Shin-Yamaguchi - Ube          | 33,2          | 18    |             | |
| Ligne Uno                     | 宇野線       | Okayama - Uno                 | 32,8          | 15    | L           | |
| Ligne Wadamisaki              | 和田岬線     | Hyōgo - Wadamisaki            | 2,7           | 2     |             | |
| Ligne Wakayama                | 和歌山線     | Ōji - Wakayama                | 87,5          | 36    | T           | |
| Ligne Yamaguchi               | 山口線       | Shin-Yamaguchi - Masuda       | 93,9          | 28    |             | |

## Tarifs et tickets

### Tickets à usage unique

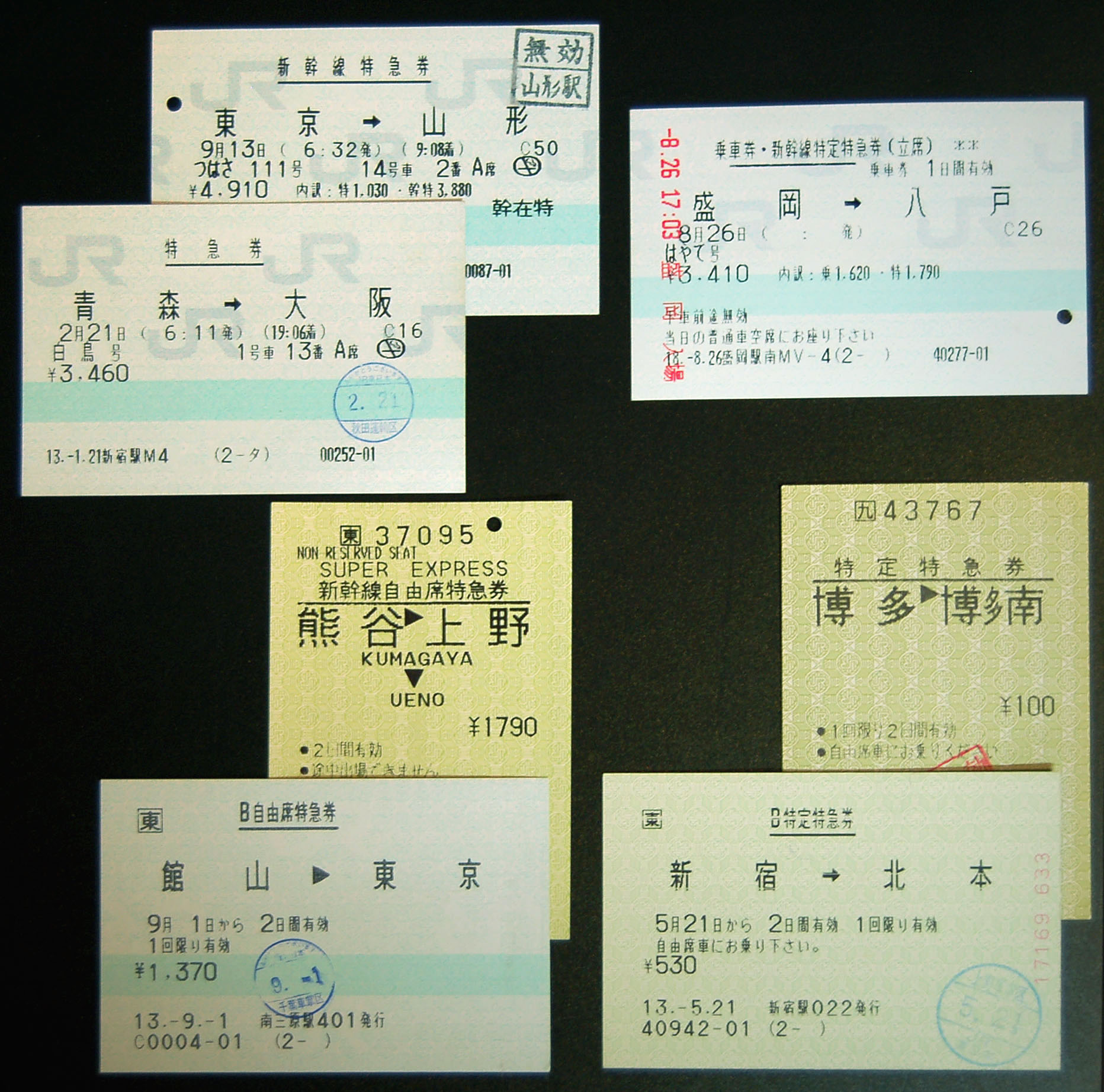
Titre de transport magnétique à usage unique pour des trains Limited Express

Les tickets à usage unique de la JR-West sont sous la forme d'un coupon magnétique rectangulaire semi-rigide. Ce type de ticket peut être retiré aux guichets et distributeurs automatiques. On distingue deux types de tickets :
- Pour les services de courte distance, les tickets sont de couleur orange et font 3 cm par 5,75[16].
- Pour les autres services et réservations, les tickets sont de couleur verte et font 5,75 cm par 8,5[16].

À la gare de départ, l'usager insère ce ticket dans le portillon d'accès qui va, après contrôle, autoriser l'entrée dans la zone de validité. À la gare de destination, l'usager va de nouveau introduire le ticket dans portillon d'accès qui va autoriser sa sortie de la zone de validité, après avoir vérifié que le ticket est bien compatible avec le trajet parcouru par l'usager.

### Cartes prépayées rechargeables
Mise en circulation et acceptée depuis novembre 2003, la carte ICOCA est un titre de transport de type prépayé et rechargeable, prenant la forme d'une carte au format ISO 7813 (identique à celui utilisé par les cartes de crédit). Cette carte utilise une communication en champ proche pour échanger de manière sécurisée des informations avec un lecteur compatible.
La carte ICOCA est « chargée » par l'usager sur des distributeurs automatiques avec une somme d'argent pouvant aller jusqu'à 20 000 Yens. L'usager pose sa carte sur le lecteur du portillon d'accès qui va enregistrer dans la carte la gare ainsi que l'heure d'entrée dans la zone de validité du titre de transport. À la sortie de cette zone, une fois le trajet effectué, l'usager va de nouveau poser sa carte sur le lecteur du portillon d'accès qui va calculer le solde restant sur la carte (après avoir retiré la valeur correspondante au trajet effectué) et, si ce solde est positif, autoriser l'usager à quitter la zone de validité du titre de transport. Dans le cas inverse, l'usager doit régulariser son trajet en rechargeant sa carte sur un distributeur automatique spécialement conçu à cet effet.
Cette carte remplace les anciennes cartes prépayées magnétiques de type J-Through Card qui ne sont plus acceptées depuis le 1er mars 2009.

### Tickets Rail Pass
La JR-West accepte plusieurs types de tickets dits Rail Pass permettant une utilisation illimitée de la quasi-totalité des services proposés,. Ces tickets se déclinent sous trois formes :
- Japan Rail Pass
- JR-West Sanyō Area Pass
- JR-West Kansai Area Pass

#### Japan Rail Pass

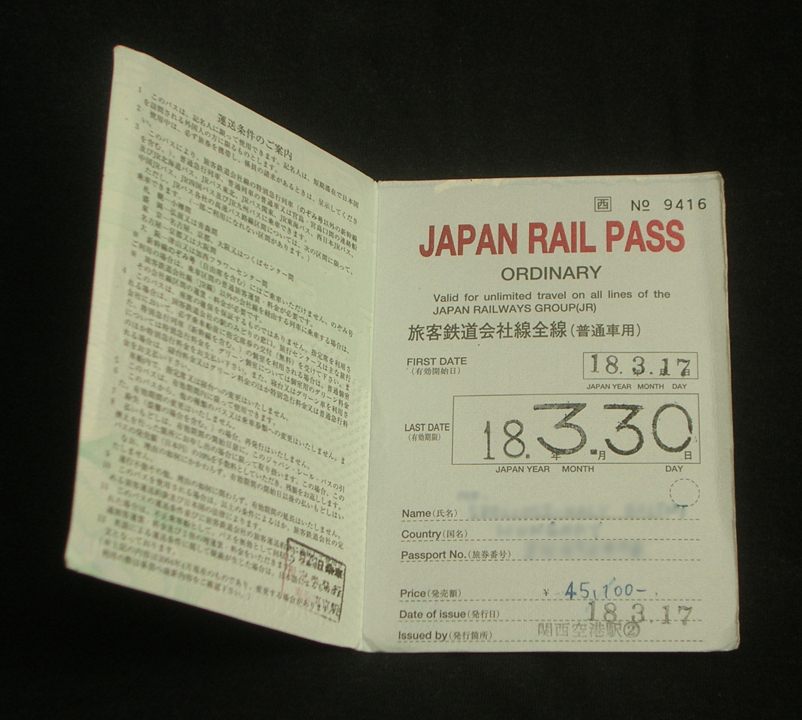
Titre de transport Japan Rail Pass avec la date de fin de validité, qui est ici inscrite selon le calendrier japonais

Le Japan Rail Pass est un titre de transport accepté par l'ensemble des compagnies faisant partie de l'alliance JR-Group. Ce titre permet d'utiliser de manière gratuite et illimitée l'ensemble des services à certaines exceptions près :
- Les Shinkansen en service Nozomi ne sont pas couverts par ce titre de transport. L'usager est dans tous les cas tenu d'acheter un ticket Nozomi plein tarif (même pour les places sans réservation) s'il veut utiliser ce service.
- Certaines dessertes circulent en partie sur des voies appartenant à une compagnie privée. L'usager est tenu de payer le montant correspondant au trajet alors parcouru. Ceci est valable pour certaines portions des services Limited Express Hashidate, Super Inaba et Super Hakuto.
- Les voitures de première classe dites Green Car ne sont pas accessibles sans frais supplémentaires.

#### JR-West Kansai et Sanyō Rail Pass
La JR-West propose les tickets Sanyō Area Pass et Kansai Area Pass pour les personnes de nationalité étrangère séjournant au Japon pour une courte durée.
Le Sanyō Area Pass permet d'utiliser de manière illimitée la ligne Shinkansen Sanyō ainsi que la ligne principale Sanyō et la ligne entre Osaka et l'aéroport du Kansai. Le Kansai Area Pass couvre le corridor entre Kyoto - Osaka - Kobe - Himeji ainsi que les lignes reliant Osaka à Nara et Osaka à l'aéroport du Kansai.

## Incidents notables et accidents
- Catastrophe ferroviaire de Shigaraki avec 42 personnes décédées et 614 blessées, le 14 mai 1991.
- Tremblement de terre de Kōbe le 17 janvier 1995.
- 6 novembre 2002 - Accident à Amagasaki, un express percute une équipe de secouristes : une personne décédée et une gravement blessée.
- Accident ferroviaire d'Amagasaki avec 107 personnes décédées et 555 blessées, le 25 avril 2005.
- 24 janvier 2006 - Accident sur la ligne Hakubi, une équipe de maintenance est percutée par un train : 3 personnes décédées et 2 gravement blessées.

## Autres affaires
Les filiales de JR-West :
- Chūgoku JR Bus Company - opérateur de bus urbain et car longue distance
- Nippon Travel Agency - agence de voyages
- Sagano Scenic Railway - train ancien à vocation touristique
- West JR Bus Company - opérateur de bus urbain et car longue distance
- West Japan Railway Hotel Development Company - possède l'Hotel Granvia de la gare de Kyoto
- West Japan Railway Isetan - Une coentreprise avec Isetan; gère le grand magasin Isetan de la gare de Kyoto

JR-West gère également directement un service de ferries entre Miyajima-guchi et l'île de Miyajima.
Le Kyoto Railway Museum appartient à la compagnie.